# Монбланский тоннель
Монбла́нский тонне́ль (фр. Tunnel du Mont-Blanc, итал. Traforo del Monte Bianco) — автомобильный тоннель, проложенный под горой Монблан между Шамони-Мон-Блан (Франция) и Курмайёром (Италия). Является частью европейского маршрута E25.
Длина тоннеля — 11611 м, ширина — 8,6 м, высота 4,35 м. Большая часть находится во Франции — 7644 м, в Италии — 3967 м. Тоннель состоит из одной галереи, движение осуществляется по одной полосе шириной 3,5 м в каждую сторону. Имеет профиль в виде несимметричной буквы Λ для облегчения слива воды. Высота портала на французской стороне 1274 м над уровнем моря у подножия ледника Bossons, на итальянской — 1381 м у подножия ледника Brenva, максимальная высота тоннеля 1395 м. Максимальная толщина горной породы над тоннелем 2480 м.
Строительство началось в 1957 году, а закончилось лишь в 1965 году. На работах было израсходовано около 37 млн кВт·ч энергии, более 700 тонн взрывчатки и 2,7 млн литров горючего. На строительство ушло 4,6 млн человеко-часов и потрачено 771240 болтов.
Тоннель с момента ввода в эксплуатацию стал одним из важнейших путей в Альпах. По дороге из Франции в Турин экономится около 50 км, а в Милан — около 100 км. Ежедневно тоннель пропускает более 5000 транспортных средств. Пешеходы могут пересечь тоннель на автобусе. Тоннель платный.

## Пожар 1999 года
24 марта 1999 года в тоннеле произошёл пожар, бушевавший 53 часа, пока в тоннеле не сгорело всё, что могло гореть. Жертвами огня оказались 39 человек, 10 спаслись. Тюремный срок за нарушение эксплуатации получил начальник службы безопасности тоннеля Жерар Ронколи — 6 месяцев тюрьмы плюс 24 условно, мэр Шамони Мишель Шарле получил условное наказание и штраф.
После пожара тоннель был закрыт почти 3 года. На ремонт было потрачено 400 млн евро, в ходе ремонта было установлено 120 камер видеонаблюдения, 3680 тепловых датчиков, 37 эвакуационных выходов и станция первой помощи в центре тоннеля.
Повторное открытие движения состоялось 5 марта 2002 года.

## Правила безопасности в тоннеле
- Если автомобиль работает на сжиженном газе, необходимо сообщить об этом персоналу тоннеля
- Разрешённая скорость — не менее 50 и не более 70 км/ч
- Минимальная дистанция движения между автомобилями — не менее двух синих маяков (150 м)
- Минимальная дистанция при остановке между автомобилями — не менее 100 м
- В тоннеле требуется настроиться на радио 103.3 МГц или 107.7 МГц (служебное радио тоннеля)
- Не разрешено въезжать в тоннель на неисправном транспорте (эвакуация за счёт водителя и очень дорогая)
- Запрещается остановка в тоннеле без видимой причины

## Дорожная пошлина
С 1 января 2014 г. стоимость проезда через тоннель следующая: 
При въезде с французской стороны (включая НДС 20%):
| Тип ТС                                          | В одну сторону | Туда и обратно | На 10 поездок | На 20 поездок | На 1 месяц |
| ----------------------------------------------- | -------------- | -------------- | ------------- | ------------- | ---------- |
| Мотоциклы                                       | 28.00 €        | 35.20 €        | 88.00 €       | 123.30 €      | 211.50 €   |
| ТС с высотой менее 2 м                          | 42.40 €        | 52.90 €        | 132.20 €      | 185.10 €      | 211.50 €   |
| ТС c высотой от 2 до 3 м                        | 56.10 €        | 70.50 €        | 176.20 €      | 246.70 €      | -          |
| Автобусы с 2 осями и высотой более 3 м          | 153.90 €       | 239.50 €       | -             | -             | -          |
| Грузовики с 2 осями и высотой более 3 м         | 153.90 €       | 239.50 €       | -             | -             | -          |
| Автобусы с 3 и более осями и высотой более 3 м  | 309.20 €       | 485.80 €       | -             | -             | -          |
| Грузовики с 3 и более осями и высотой более 3 м | 309.20 €       | 485.80 €       | -             | -             | -          |
| Автопоезда                                      | 324.20 €       | -              | -             | -             | -          |
| Негабаритные автопоезда                         | 852.20 €       | -              | -             | -             | -          |

При въезде с итальянской стороны (включая НДС 22%):
| Тип ТС                                          | В одну сторону | Туда и обратно | На 10 поездок | На 20 поездок | На 1 месяц |
| ----------------------------------------------- | -------------- | -------------- | ------------- | ------------- | ---------- |
| Мотоциклы                                       | 28.50 €        | 35.80 €        | 89.50 €       | 125.30 €      | 215.10 €   |
| ТС с высотой менее 2 м                          | 43.10 €        | 53.80 €        | 134.40 €      | 188.20 €      | 215.10 €   |
| ТС c высотой от 2 до 3 м                        | 57.00 €        | 71.70 €        | 179.20 €      | 250.90 €      | -          |
| Автобусы с 2 осями и высотой более 3 м          | 156.50 €       | 243.50 €       | -             | -             | -          |
| Грузовики с 2 осями и высотой более 3 м         | 156.50 €       | 243.50 €       | -             | -             | -          |
| Автобусы с 3 и более осями и высотой более 3 м  | 314.40 €       | 493.80 €       | -             | -             | -          |
| Грузовики с 3 и более осями и высотой более 3 м | 314.40 €       | 493.80 €       | -             | -             | -          |
| Автопоезда                                      | 329.40 €       | -              | -             | -             | -          |
| Негабаритные автопоезда                         | 866.40 €       | -              | -             | -             | -          |

## Интересные факты
Для контроля уровня подземной радиации (превышающей норму в несколько раз), в Туннеле расположен советско-итальянский детектор Liquid Scintillation Detector в точке с координатами широта 45'51, долгота 6'54) на глубине 5200 метров водного эквивалента.